# 성일하이텍
성일하이텍(SungEel HiTech Co. Ltd.)는 대한민국의 리사이클링 기업이다.

 본사는 전북자치도 군산시 새만금북로 122에 위치해 있으며 대표이사는 이강명이다.

## 상장
2022년 7월 28일에 주관사를 KB증권, 대신증권, 삼성증권으로 공모가 50,000원에 코스닥 시장에 상장하였다.

## 같이 보기
- 에코앤드림

## 참고문헌
1. ↑  Who Is ? 이강명 성일하이텍 대표이사 회장, 비즈니스포스트, 2023년 8월 22일
2. ↑  성일하이텍, 새만금 제3공장 기공식… 2차전지 재활용 초격차 시동, 인더스트리뉴스, 2022년 9월 15일
3. ↑  성일하이텍-한국에머슨, 폐배터리 재활용 공장 건립 공동 추진, 헬로T, 2023년 3월 22일